# Авторевю
«Авторевю» — советское, затем российское периодическое издание об автомобилях. Формально «Авторевю» — газета, что отражено в названии компании ООО «Газета Авторевю». Издание выходит с 1990 года, в 1990—1991 годах (до распада СССР) являлось всесоюзной газетой.
Тираж — 110 тысяч экземпляров (декабрь 2017 года), периодичность — два раза в месяц, объём — от 52 до 160 страниц формата 260×337 мм.

## История
Первый и некоторые последующие номера «Авторевю» был отпечатаны черно-белыми в типографии липецкого обкома КПСС. Затем (с 1992 г.) газета печаталась в типографии издательства «Правда» сначала в частично, затем и в полностью цветном изображении.
После перевода печати тиража в Финляндию исчез один из главных признаков газеты — отсутствие скрепок. Издание получило глянцевые страницы, скрепки и стало похоже на журнал. С 2015 года «Авторевю» печатается в России, в типографии ООО Первый полиграфический комбинат.
Основатель, владелец и главный редактор (до 5 июня 2020 г.) «Авторевю» — Михаил Иосифович Подорожанский.
С 5 июня 2020 г. и. о. главного редактора «Авторевю» стал Леонид Голованов, заместитель главного редактора — Сергей Знаемский. В июле того же года Леонид Голованов утверждён в должности главного редактора.
С 7 сентября 2023 года главным редактором стал Игорь Владимирский.
Журналисты «Авторевю» представляли Россию в жюри международных автомобильных конкурсов:
- European Car of the Year (Сергей Знаемский),
- World Car of the Year (Леонид Голованов)[5],
- Engine of the Year (Леонид Голованов, Михаил Подорожанский)[6][7],
- Truck of the Year (Фёдор Лапшин)[8],
- Van of the Year (Фёдор Лапшин)[9].

По итогам 2011 года издание, в числе ряда других (в частности, «За рулём» и «Из рук в руки»), признано Лидером продаж в категории «Автомобильные издания» по версии АРПП — Ассоциации распространителей печатной продукции.